# جون إف. بوتير
جون إف. بوتير هو قاضي ومحامي ودبلوماسي وسياسي أمريكي، ولد في 11 مايو 1817 في أوغوستا في الولايات المتحدة، وتوفي في 18 مايو 1899 في إيست تروي في الولايات المتحدة. نشط حزبياً في حزب اليمين والحزب الجمهوري. وقد انتخب عضو جمعية ولاية ويسكونسن ‏ وانتخب عضو مجلس النواب الأمريكي ‏.